# Poslednja sodba (Michelangelo)
Poslednja sodba (italijansko: Il Giudizio Universale) je freska italijanskega renesančnega slikarja Michelangela, ki pokriva celotno steno Sikstinske kapele v Vatikanu. Je prikaz drugega Kristusovega prihoda in dokončne in večne sodbe Boga celotnega človeštva. Mrtvi vstajajo in se spuščajo k svoji usodi, kot je presodil Kristus, ki je obkrožen z uglednimi svetniki. Skupaj je več kot 300 figur, skoraj vsi moški in angeli pa so bili prvotno prikazani goli; mnogi so bili kasneje delno pokriti z barvnimi draperijami, nekateri pa so ostali po nedavnem čiščenju in obnovi.
Delo je nastajalo štiri leta, da se je končalo med letoma 1536 in 1541 (priprava oltarnega zidu se je začela leta 1535). Michelangelo je začel delati petindvajset let po tem, ko je končal strop Sikstinske kapele in je bil ob zaključku star skoraj 67 let. Prvotno je sprejel naročilo papeža Klemena VII., vendar je bila dokončana v času papeža Pavla III., katerega močnejša reformna stališča so verjetno vplivala na končno obravnavo.
V spodnjem delu freske je Michelangelo sledil tradiciji, ko je prikazal rešene naraščajoče na levi in preklete spuščajoče se na desni. V zgornjem delu se prebivalcem nebes pridružijo na novo rešeni. Freska je bolj enobarvna kot stropne freske, v njej prevladujejo toni mesa in neba. Čiščenje in restavriranje freske pa je razkrilo večji kromatični razpon kot prej. Oranžna, zelena, rumena in modra so razpršene po vsem, kar animira in poenoti zapleteno sceno.
Sprejem slike je bil že od samega začetka mešan, veliko pohval pa tudi kritik tako na verski kot umetniški podlagi. Tako velikost golote kot mišični slog teles sta eno sporno področje in celotna kompozicija drugo.

## Opis
Kadar tradicionalne kompozicije praviloma nasprotujejo urejenemu, harmoničnemu nebeškemu svetu zgoraj in burnim dogodkom, ki se dogajajo v zemeljskem pasu spodaj, v Michelangelovi zasnovi postavitev in postavitev figur na celotni sliki dajeta vtis vznemirjenosti in navdušenja, in tudi v zgornjih delih je na slikah »globoka motnja, napetost in nemir«. Sydney J. Freedberg njihove 'zapletene odzive' razlaga kot »tiste velikanske moči so postale nemočne, vezane na duhovno tesnobo«, saj se je njihova vloga priprošnjikov pri božanstvu končala in morda obsojajo nekatere razsodbe. Vtis je, da vse skupine figur v velikem rotacijskem gibanju krožijo okoli osrednje Kristusove figure.
V središču dela je Kristus, prikazan ob izreku posameznih poslednjih sodb; pogleda dol proti prekletemu. Je brez brade in »sestavljen iz antičnih zasnov Herkula, Apolona in Jupitra Fulminatorja«, verjetno zlasti Apolon Belvederski, ki ga je v Vatikan prinesel papež Julij II. Vendar pa obstajajo vzporednice za njegovo poziranje v zgodnejših Poslednjih sodbah, zlasti v Camposantu pri Pisi, kar je Michelangelo vedel; tu je dvignjena roka del geste ostentatio vulnerum ('prikaz ran'), kjer vstali Kristus razkrije rane svojega križanja, ki jih vidimo na Michelangelovem liku.
Levo od Kristusa je njegova mati, Devica Marija, ki obrača glavo da pogleda navzdol proti odrešenim, čeprav tudi njena poza kaže na vdanost. Zdi se, da je napočil trenutek, ko je lahko uveljavila svojo tradicionalno vlogo, da se zavzema za pokojne; z Janezom Krstnikom je ta Deesis običajen motiv zgodnejših kompozicij. Pripravljalne risbe jo prikazujejo stoječo in obrnjeno proti Kristusu z iztegnjenimi rokami v bolj tradicionalni priprošnjiški drži.
Okoli Kristusa je veliko figur, svetnikov in ostalih izvoljenih. V podobnem merilu kot Kristus sta Janez Krstnik na levi, na desni pa sveti Peter, ki ima nebeške ključe in jih morda ponuja Kristusu, saj ne bodo več potrebni. Zdi se, da večina glavnih svetnikov Kristusu kaže svoje lastnosti, dokaze njihovega mučeništva. To so si včasih razlagali kot svetniki, ki kličejo k obsojanju tistih, ki niso služili Kristusovi stvari, vendar so postale pogostejše druge razlage, vključno s tem, da svetniki sami niso prepričani v svoje sodbe in poskušajo v zadnjem trenutku spomniti Kristusa na njihovo trpljenje.
Med drugimi vidnejšimi svetniki je tudi sveti Jernej pod Petrom, ki nosi lastno kožo. Obraz na koži je običajno prepoznan kot Michelangelov avtoportret. Mnogo drugih, tudi večjih svetnikov, je težko prepoznati. Ascanio Condivi, Michelangelov pooblaščeni biograf pravi, da je vseh dvanajst apostolov prikazanih okoli Kristusa, »vendar jih ne poskuša imenovati in bi verjetno to težko opravil«.
Gibanja vstalih odražajo tradicionalni vzorec. Vstajajo iz svojih grobov spodaj levo, nekateri pa nadaljujejo navzgor, v več primerih jim pomagajo angeli v zraku (večinoma brez kril) ali drugi na oblakih, ki jih vlečejo navzgor. Drugi, prekleti, očitno preidejo v desno, čeprav noben ni povsem prikazan; v spodnji sredini je območje, v katerem ni ljudi. Čoln, ki ga vesla agresivni Haron, ki je v klasični mitologiji (in Danteju) pripeljal duše v Podzemlje, jih pripelje do vhoda v pekel; njegova grožnja z veslom je neposredno izposojena od Danteja. Satan, tradicionalni krščanski hudič, ni prikazan, druga klasična figura, Minos, pa nadzira sprejem Prekletih v pekel; to je bila njegova vloga v Dantejevem Peklu. Na splošno se strinjajo, da je dobil značilnosti Biagia da Cesena, Michelangelovega kritika na papeškem dvoru.
V središču nad Haronom je skupina angelov na oblakih, sedem pihajočih v trombe (kot v Razodetju), drugi pa imajo knjige, ki beležijo imena Rešenih in Prekletih. Na njihovi desni je večja figura, ki je pravkar ugotovila, da je prekleta in je paralizirana od groze. Dva hudiča ga vlečeta navzdol. Desno od tega hudiči vlečejo druge; nekatere nad njimi potiskajo angeli.

## Izbira predmeta
Poslednja sodba je bila tradicionalna tema za velike cerkvene freske, vendar je bilo nenavadno, da so jo postavili na vzhodni konec, nad oltar. Tradicionalni položaj je bil na zahodni steni, nad glavnimi vrati na hrbtni strani cerkve, tako da je občestvo ob odhodu s seboj odneslo ta opomin na svoje možnosti. Lahko je bodisi naslikana v notranjosti, na primer Giotto v kapeli Scroveni, bodisi v izrezljanem timpanonu na zunanji strani. Vendar so številne poznosrednjeveške plošče, večinoma oltarne slike, temeljile na temi s podobnimi kompozicijami, čeprav prilagojene vodoravnemu slikovnemu prostoru. Mednje spada Oltar iz Beauna Rogierja van der Weydena in umetniki, kot so Fra Angelico, Hans Memling in Hieronymus Bosch. Številni vidiki Michelangelove kompozicije odražajo uveljavljeno tradicionalno upodabljanje zahodov, vendar s svežim in izvirnim pristopom.
Večina tradicionalnih različic ima lik Kristusa v slavi v približno enakem položaju kot Michelangelov in celo večji od njegovega, z večjim nesorazmerjem glede na druge figure. Tako kot tukaj kompozicije vsebujejo veliko število figur, razdeljenih med angele in svetnike okoli Kristusa na vrhu, mrtve pa sodijo spodaj. Običajno je močan kontrast med urejenimi vrstami figur v zgornjem delu in kaotično in blazno dejavnostjo spodaj, zlasti na desni strani, ki vodi v pekel. Procesija sodnikov se običajno začne spodaj (na gledalčevi desni) levo, tako kot tukaj, ko vstali vstanejo iz svojih grobov in se premaknejo k sodbi. Nekatere presodijo in nadaljujejo navzgor, da se pridružijo družbi v nebesih, drugi pa preidejo na Kristusovo levo stran in nato navzdol proti Peklu v spodnjem desnem kotu (kompozicije s težavo vizualno vključijo Vice). Prekleti so lahko prikazani goli kot znak njihovega ponižanja, ko jih hudiči odnašajo in včasih tudi na novo vstali, toda angeli in tisti v nebesih so popolnoma oblečeni, njihova oblačila so glavni pokazatelj identitete skupin in posameznikov.

## Pred začetkom
Projekt je bil dolgo v načrtovan. Verjetno je bil prvič predlagan leta 1533, vendar takrat ni bil privlačen za Michelangela. Številna pisma in drugi viri opisujejo prvotno temo kot Vstajenje, vendar se zdi najverjetneje, da je bila to vedno mišljena v smislu splošnega vstajenja mrtvih', ki mu je v krščanski eshatologiji sledila Poslednja sodba in ne Jezusovo vstajenje. Drugi znanstveniki verjamejo, da je prišlo do zamenjave bolj mračne končne teme, ki odraža nastajajoče razpoloženje protireformacije in povečanje površine stene, ki jo je treba pokriti. Številne Michelangelove risbe iz zgodnjih 1530-ih razvijajo Jezusovo vstajenje.
Vasari, sam med sodobnimi viri, pravi, da je originalno Michelangelo nameraval pobarvati drugo končno steno s Padec uporniških angelov. Aprila 1535 so začeli s pripravo stene, vendar je minilo več kot eno leto, preden se je začelo slikati. Michelangelo je določil zapolnitev dveh ozkih oken, odstranitev treh vencev in gradnjo površine vse bolj naprej, ko se je dvignila, da je ena sama neprekinjena površina stene rahlo nagnjena, za približno 11 centimetrov nad višino freske.
Priprava zidu je pripeljala do konca več kot dvajsetletnega prijateljstva med Michelangelom in Sebastianom del Piombo, ki je poskušal prepričati papeža in Michelangela, da bi naredila sliko v njegovi najljubši tehniki olje na mavcu, in mu uspelo dobiti gladko končno obdelavo ometa, ki je potrebna za to. Možno je, da se je okoli te faze pojavila ideja, da bi Sebastiano dejansko slikal po Michelangelovem načrtu, saj sta sodelovala skoraj 20 let prej. Po nekajmesečni pasivnosti, po Vasariju, je Michelangelo besno vztrajal, da mora biti freska in dal steno znova ometati v grob intonaco, ki je bil potreben kot podlaga za fresko. Ob tej priložnosti je slavno dejal, da je oljno slikarstvo »umetnost za ženske in za ležerne in nedejavne ljudi, kot je Fra Sebastiano«.
Nova freska je za razliko od stropa Sikstinske kapele zahtevala znatno uničenje obstoječe umetnosti. Nad oltarjem je bila oltarna slika Marijinega vnebovzetja, ki jo je naslikal  Perugino, za katero je v Albertini preživela risba, obrobljena s tapiserijami po Rafaelovem oblikovanju; te bi seveda lahko uporabili drugje. Nad tem pasom sta bili dve sliki iz Mojzesovega in Kristusovega cikla iz 15. stoletja, ki še vedno zasedata srednji pas stranskih sten. To sta bila verjetno Peruginova Najdba Mojzesa in Poklon Treh kraljev, ki sta začela oba cikla. Nad njimi so bili prvi iz serije stoječih papežev v nišah, vključno s samim Petrom, verjetno pa tudi sveti Pavel in osrednja Kristusova figura. Končno je projekt zahteval uničenje dveh lunet s prvimi Kristusovimi predniki iz Michelangelove lastne stropne sheme. Nekatera od teh del pa so bila morda že poškodovana v nesreči aprila 1525, ko so gorele oltarne zavese; škoda na zidu ni jasna.
Struktura kapele, zgrajene v naglici v 1470-ih, je že od začetka povzročala težave, saj so se pojavljale pogoste razpoke. Na božič leta 1525 je bil švicarski gardist ubit med vstopom v kapelo s papežem, ko se je kamnita preklada z vrat razcepila in padla nanj. Stavba je na peščenih tleh in drenira veliko površino, prejšnja 'Velika kapela' je imela podobne težave.
Nova shema oltarne stene in druge spremembe, ki so nastale zaradi strukturnih težav, so privedle do izgube simetrije in kontinuitete okenskih ritmov in vencev ter nekaterih najpomembnejših delov prejšnjih ikonografskih shem. Kot kažejo risbe, je bila prvotna zamisel Poslednje sodbe, da izpusti obstoječo oltarno ploščo in jo obkroži ter ustavi kompozicijo pod freskami Mojzesa in Kristusa.
Sikstinska kapela je bila posvečena Marijinemu vnebovzetju, ki je bila predmet Peruginove oltarne slike. Ko je bilo odločeno, da se jo odstrani, se zdi, da je bila naročena tapiserija Kronanje Device Marije, ki je pogosto povezana z Marijinim vnebovzetjem, ki je bila v 18. stoletju ob pomembnih liturgičnih priložnostih in morda od 1540-ih do takrat. Tapiserija je navpičnega formata (velika je 4,3 krat 3 metre) in je še vedno v vatikanskih muzejih. Na odtisu iz leta 1582 je prikazana kapela v uporabi, za oltarjem pa visi velika tkanina približno te oblike in nad njo nadstrešek. Tkanina je prikazana kot navadna, umetnik pa slike pod stropom tudi izpusti in morda tudi sam ni bil prisoten, ampak je delal po odtisih in opisih.

## Sprejem in kasnejše spremembe

### Verski ugovori
Poslednja sodba je postala sporna takoj, ko je bila vidna, s spori med kritiki v katoliški protireformaciji in zagovorniki genialnosti umetnika in sloga slike. Michelangelo je bil obtožen, da ni bil občutljiv za ustrezno odlikovanje v zvezi z goloto in drugimi vidiki dela ter da si je prizadeval za umetniški učinek, tako da je sledil biblijskemu opisu dogodka.
Na predogledu Pavla III., preden je bilo delo končano, je Vasari poročal po papeževem ceremonijarju Biagiju da Cesenu, ki pravi: »Najbolj sramotno je bilo, da bi morali biti na tako svetem kraju upodobljeni vsi tisti goli liki, ki se izpostavljajo tako sramotno in da to ni delo za papeško kapelo, temveč za javna kopališča in gostilne«. Michelangelo je Ceseninov obraz takoj naslikal po spominu na prizorišče kot Minosa, sodnika podzemlja (skrajni spodnji desni kot slike) z oslovskimi ušesi (kar kaže na neumnost), medtem ko njegovo goloto pokriva zvita kača. Rečeno je, da se je papež, ko se je Cesena pritožil papežu, pošalil, da njegova pristojnost ne sega do pekla, zato bi moral portret ostati. Nekateri so papeža Pavla III. napadli zaradi naročanja in zaščite dela in so bili pod pritiskom, da spremenijo, če ne celo odstranijo Poslednjo sodbo, ki se je nadaljevala tudi pri njegovih naslednikih.
Nasprotovali so mešanju figur iz poganske mitologije v upodobitve krščanske tematike. Poleg figur Harona in Minosa ter brezkrilih angelov so ugovarjali tudi zelo klasičnemu Kristusu. Golobradi Krstusi so dejansko končno izginili iz krščanske umetnosti šele približno štiri stoletja prej, toda Michelangelova figura je bila nedvomno apolonska.
Nadaljnji ugovori so se nanašali na neupoštevanje svetopisemskih sklicev. Angeli, ki trobijo v trombe, so vsi v eni skupini, medtem ko so v Razodetju poslani na »štiri robove zemlje«. Kristus v nasprotju s Svetim pismom ne sedi na prestolu. Takšne draperije, kot jih je naslikal Michelangelo, so pogosto prikazane kot pihane z vetrom, vendar naj bi na sodni dan prenehalo vse vreme. Vstali so v mešanem stanju, nekateri okostnjaki, vendar so najbolj videti z nedotaknjenim mesom. Vse te ugovore je na koncu zbral v knjigi Due Dialogi, ki je bila izdana tik po Michelangelovi smrti leta 1564, dominikanski teolog Giovanni Andrea Gilio (da Fabriano), ki je med Tridentinskim koncilom in po njem postal eden od številnih teologov, ki so delali na področju umetnosti. Poleg teoloških ugovorov je Gilio nasprotoval umetniškim pripomočkom, kot je skrajšanje, ki je zmedlo nepoučene gledalce. Kopija Marcella Venustija je dodala goloba Svetega Duha nad Kristusom, morda kot odgovor na Giliovo pritožbo, da bi moral Michelangelo pokazati vso Trojico.
Dve desetletji po končani freski je zadnje zasedanje Tridentinskega koncila leta 1563 končno sprejelo obliko besed, ki so odražale protireformacijski odnos do umetnosti, ki se je v Cerkvi že nekaj desetletij krepil. Odlok Sveta (pripravljen v zadnjem trenutku in na splošno zelo kratek in nejasen) deloma glasi:
»Vsako vraževerje je treba odstraniti, ... izogniti se vsaki lascivnosti; tako modro, da figure ne bodo naslikane ali okrašene z lepoto, vznemirljivo za poželenje, ... ne bo videti ničesar, kar bi bilo neurejeno ali bi bilo neprimerno ali zmedeno urejeno, nič nečednega, nič nesramnega, saj bi svetost postala božja hiša. In da bi se te stvari lahko bolj zvesto upoštevale, sveta sinoda odredi, da nihče ne sme postaviti ali narediti, da se postavi kakršna koli nenavadna podoba, kjer koli ali cerkev, kakor koli izvzeta, razen če je bila podoba odobrena od škofa«.
Izrecno je bilo navedeno, da: »Slike v apostolski kapeli je treba prekriti, slike v drugih cerkvah pa uničiti, če so na njih kaj nespodobnega ali očitno napačnega«.
Očitno je obramba slike s strani Vasarija in drugih vplivala na klerikalno razmišljanje. Leta 1573, ko je bil Paolo Veronese poklican pred beneško inkvizicijo, da bi upravičil svojo vključitev »bufov, pijanih Germanov, palčkov in drugih takšnih absurdov« v tako imenovano sliko Zadnje večerje (pozneje preimenovano v Gostija v Levijevi hiši), je Michelangela poskušal vplesti v primerljivo kršitev dekorja, vendar so ga inkvizitorji takoj zavrnili.

### Popravki slike
Nekateri ukrepi za izpolnitev kritik in sprejetje sklepa koncila so postali neizogibni, genitalije na freski pa je manieristični slikar Daniele da Volterra pobarval z draperijo, verjetno večinoma po tem, ko je Michelangelo umrl leta 1564. Daniele je bil »iskren in goreči občudovalec Michelangela«, ki je spremembe zmanjšal na minimum in mu je bilo treba naročiti, naj se vrne in doda še več, za svoje težave pa je dobil vzdevek Il Braghettone, kar pomeni 'proizvajalec hlač'. Prav tako je izklesal in v celoti prebarval večji del svete Katarine in celoten lik svetega Blaža za njo. To je bilo storjeno zato, ker se je Blaž v izvirni različici nagibal nad Katarino nag od zadaj, kar je nekaterim opazovalcem položaj njihovih teles nakazoval spolni odnos. Prebarvana različica prikazuje Blaža, ki gleda stran od svete Katarine, navzgor proti Kristusu.
Njegovo delo, ki se je začelo v zgornjih delih stene, je bilo prekinjeno, ko je papež Pij IV. decembra 1565 umrl in kapela je morala biti brez odra za pogreb in konklavo za izvolitev naslednjega papeža. El Greco je dal koristno ponudbo, da bi celotno steno prebarval s fresko, ki bi bila »skromna in spodobna in nič manj dobro poslikana kot prejšnja«. Nadaljnje kampanje prebarvanja, pogosto manj diskretne ali spoštljive, so sledile v poznejših vladavinah, »grožnja popolnega uničenja ... pa se je ponovno pojavila v pontifikatih Pija V., Gregorja XIII. in verjetno spet Klemena VIII.« Po besedah Anthonyja Blunta so »leta 1936 veljale govorice, da je Pij XI. nameraval nadaljevati delo«. Skupno je bilo skoraj 40 figuram dodana draperija, razen dveh prebarvanih. Ti dodatki so bili na 'suhi' freski, kar jih je bilo lažje odstraniti v najnovejši restavraciji (1990–1994), ko je bilo odstranjenih približno 15, od tistih, dodanih po letu 1600. Odločeno je bilo, da se spremembe iz 16. stoletja pustijo.
Sorazmerno zgodaj, verjetno v 16. stoletju, se je po celotni širini dna freske izgubil približno 18-palčni pas, saj je bil oltar in njegova podloga spremenjen.

### Umetniška kritika

#### Sodobnikov
Poleg kritik iz moralnih in verskih razlogov je bilo že od začetka tudi precej kritik, ki so temeljile na povsem estetskih vidikih in jih v začetnih reakcijah na Michelangelov strop Sikstinske kapele sploh ni bilo videti. Dve ključni osebnosti v prvem valu kritike sta bila Pietro Aretino in njegov prijatelj Lodovico Dolce, ploden beneški humanist. Aretino si je močno prizadeval, da bi se z Michelangelom zbližal tako kot s Tizianom, vendar ga je vedno odbijal; »leta 1545 je potrpežljivost popustila in Michelangelu je napisal pismo o Poslednji sodbi, ki danes slovi kot primer neiskrene preudarnosti«, pismo, napisano z namenom objave. Aretino dejansko ni videl končane slike in je svoje kritike utemeljil na eni od grafik, ki so jih hitro prinesli na trg. V tej novi širši publiki »naj bi zastopal preproste ljudi«. Kaže pa, da je vsaj javnost, ki je kupovala grafike, raje imela necenzurirano različico slik, saj je večina grafik to pokazala že v 17. stoletju.
Vasari se je na to in druge kritike odzval v 1. izdaji svojega Življenje Michelangela leta 1550. Dolce je leta 1557 nadaljeval z objavljenim dialogom L'Aretino, skoraj zagotovo v sodelovanju s prijateljem. Številni argumenti teoloških kritikov se ponavljajo, vendar zdaj v imenu dekorja in ne religije, pri čemer poudarjajo, da je zaradi posebne in zelo vidne lokacije freske količina golote nesprejemljiva; primeren argument za Aretina, katerega projekti so bili odkrito pornografski, vendar namenjeni zasebni publiki. Dolce se tudi pritožuje, da je Michelangelove ženske figure težko ločiti od moških, njegove figure pa kažejo »anatomski ekshibicionizem«, kritike, ki so jih mnogi ponavljali.
Glede teh točk se je razvila dolgotrajna retorična primerjava Michelangela in Rafaela, v kateri so sodelovali celo zagovorniki, kot je Vasari. Rafael je obdarjen kot zgled vse milosti in lepote, ki jih je odkril Michelangelo, čigar izjemno kakovost je Vasari označil za njegovo strahotno, čudovito, vzvišeno ali (v dobesednem pomenu) terorju vzbujajočo kakovost njegove umetnosti. Vasari se je delno strinjal s tem stališčem v času razširjene 2. izdaje svojega Življenja, objavljenega leta 1568, čeprav je fresko izrecno branil na več točkah, ki so jih napadalci postavili (ne da bi jih omenili), kot sta dekor freske in »neverjetna raznolikost figur« in zatrdil, da jo je »neposredno navdihnil Bog« ter zasluga papeža in njegove »prihodnje slave«.

#### Kasnejša
V mnogih pogledih sodobni umetnostni zgodovinarji razpravljajo o istih vidikih dela kot pisci iz 16. stoletja: splošno združevanje figur ter upodabljanje prostora in gibanja, značilen prikaz anatomije, golota in uporaba barv ter včasih teološki posledice freske. Bernadine Barnes pa poudarja, da noben kritik iz 16. stoletja niti najmanj ne odmeva stališča Anthonyja Blunta, da: »Ta freska je delo človeka, pretresenega iz svojega varnega položaja, ki mu ni več pri srcu in ni sposoben sooči se neposredno s tem. Michelangelo se zdaj ne ukvarja neposredno z vidno lepoto fizičnega sveta«. Takrat, nadaljuje Barnes, »je bilo to označeno kot delo arogantnega človeka in je bilo upravičeno kot delo, zaradi katerega so bile nebeške figure lepše kot naravne«. Številni drugi sodobni kritiki se z Bluntom ujemajo podobno, kot je on, ki je v zadnjih desetletjih poudarjal Michelangelovo »nagnjenost k materialu in k stvarem duha«. 
V teologiji je Jezusov drugi prihod končal prostor in čas. Kljub temu se pogosto komentira »Michelangelova radovedna predstavitev prostora«, kjer »liki naseljujejo posamezne prostore, ki jih ni mogoče dosledno kombinirati«.
Povsem ločeno od vprašanja dekorja se pogosto govori o anatomiji. Kenneth Clark je zapisal 'energijo' v goli figuri:
»Zasuk v globino, boj za pobeg od tu in zdaj na slikovni ravnini, ki je Michelangela vedno razlikoval od Grkov, je postal prevladujoči ritem njegovih poznejših del. Ta ogromna nočna mora, Poslednja sodba, je sestavljena iz takšnih bojev. To je najbolj presenetljivo kopičenje v vseh veščinah teles nasilnega gibanja.« 
O Kristusovi figuri Clark pravi: »Michelangelo se ni poskušal upreti tej čudni prisili, zaradi katere je zadebelil trup, dokler ni bil skoraj v kvadratu«.
S. J. Freedberg je komentiral, da »se zdi, da je obsežen nabor anatomij, ki si ga je Michelangelo zasnoval za zadnjo sodbo, pogosto določal bolj umetnostne zahteve kot nujne pomenske potrebe, ... ki niso bile namenjene zgolj zabavi, temveč tudi premagovanju naših učinkov. Tudi figure pogosto prevzamejo položaj, pri katerih je glavni smisel okras«. Ugotavlja, da sta dve freski v Cappella Paolina, zadnji Michelangelovi sliki, ki se je začela novembra 1542 skoraj takoj po Poslednji sodbi, razvidni iz začetka velike spremembe sloga, od miline in estetskega učinka do izključne skrbi za ilustracijo pripovedi, ne da bi bilo treba spoštovati lepoto.

## Obnova, 1980–1994
Zgodnje vrednotenje freske se je osredotočalo na barve, zlasti v majhnih podrobnostih, vendar jih je kopičenje umazanije na površju skozi stoletja v veliki meri skrivalo. Zgrajena stena je privedla do dodatnega odlaganja saj iz sveč na oltar. Leta 1953 (sicer novembra) je Bernard Berenson v svoj dnevnik zapisal: »Strop je videti temen, mračen. Poslednja sodba še toliko bolj; ... kako težko se je odločiti, da so te sikstinske freske danes v izvirniku komaj prijetne in še veliko bolj na fotografijah«.
Freska je bila obnovljena skupaj s sikstinskim obokom med letoma 1980 in 1994 pod nadzorom Fabrizija Mancinellija, kustosa postklasičnih zbirk vatikanskih muzejev in Gianluigija Colaluccija, glavnega restavratorja v vatikanskem laboratoriju. Med obnovo je bila odstranjena približno polovica cenzure Figovih listov. Po obnovi so bili razkrite številne pokopane podrobnosti, ujete pod dimom in umazanijo več let. Ugotovljeno je bilo, da je fresko Biagio de Cesena kot Minosa z oslovskimi ušesi v genitalije grizla zvita kača.

## Vstavljen avtoportret
Večina piscev se strinja, da je Michelangelo upodobil svoj obraz v oluščeni koži svetega Jerneja (glej zgoraj). Edgar Wind je v tem videl »molitev za odrešitev, da bi zaradi grdosti zunanjega človeka vrgli in notranjega človeka obudili čistega«, v neoplatonističnem razpoloženju, ki ga je Aretino zaznal in mu ugovarjal. Ena od Michelangelovih pesmi je uporabila prispodobo o kači, ki je odvrgla staro kožo, za upanje na novo življenje po smrti.
Za bradati lik svetega Jerneja, ki drži kožo, so včasih mislili, da ima značilnosti Aretina, toda do odprtega konflikta med Michelangelom in Aretinom je prišlo šele leta 1545, nekaj let po zaključku freske.

## Detajli
- Kapela v uporabi leta 1582; zapomnite si krpo čez oltar
- Angeli, ki trobijo, in eden s Knjigo življenja
- Sveti Peter s ključi
- Prekleta duša sama
- Križ za Kristusovo križanje zgoraj levo
- Steber o katerem je bil Kristusov bičan, zgoraj desno